# Hemiergis initialis
Hemiergis initialis är en ödleart som beskrevs av  Werner 1910. Hemiergis initialis ingår i släktet Hemiergis och familjen skinkar.

## Underarter
Arten delas in i följande underarter:
- H. i. brookeri
- H. i. initialis